# Alessandro Giustiniani Longo
Alessandro Giustiniani Longo (Génova, 1554 - Génova, 1631) foi o 89.º Doge da República de Génova.

## Biografia
Expoente da chamada “nova” nobreza, foi eleito para a posição de Doge mais alta com as eleições de 6 de abril de 1611, a quadragésima quarta na sucessão bienal e a octogésima nona na história republicana. Do seu ducado são lembradas as negociações finais para a aquisição da cidade de Sassello. Depois de o seu mandato de Doge ter terminado a 6 de abril de 1613, ele foi eleito para o cargo de procurador perpétuo. Ele morreu na capital genovesa em 1631.